# Agrostis muscosa
Agrostis muscosa é uma espécie de gramínea do gênero Agrostis, pertencente à família Poaceae.